# Jaguar (film, 1979)
Pour les articles homonymes, voir Jaguar (homonymie).
Pour plus de détails, voir Fiche technique et Distribution.
Jaguar est un film philippin réalisé par Lino Brocka, sorti en 1979.
Il est présenté en sélection officielle au Festival de Cannes 1980.

## Synopsis
Un agent de sécurité privé, Poldo Miranda dit Jaguar, protège son patron Sonny Gaston contre des agresseurs. Un soir celui-ci amène sa petite amie chez lui et Poldo doit se bagarrer contre deux hommes venant chercher la fille. C'est une danseuse en discothèque cherchant à devenir une célébrité. Un conflit se crée entre M. Gaston et M. San Pedro, le directeur de la discothèque.

## Fiche technique
- Titre français : Jaguar
- Réalisation : Lino Brocka
- Scénario : Jose F. Lacaba et Ricardo Lee d'après Nick Joaquin
- Pays d'origine :  Philippines
- Format : Couleurs - 35 mm - Mono
- Genre : drame
- Durée : 100 minutes
- Date de sortie :
  -  Philippines : 31 août 1979
  -  France : 13 mai 1980 (Festival de Cannes 1980)
    -       -         -           - 15 septembre 1982

## Distribution
- Phillip Salvador : Poldo
- Amy Austria : Cristy
- Menggie Cobarrubias : Sonny Gaston
- Johnny Delgado : Direk San Pedro
- Anita Linda : la mère
- Mario Escudero : Berting